# إل جي أوبتيموس جي برو
إل جي أوبتيموس جي برو (بالإنجليزية: LG Optimus G Pro)‏ هو هاتف ذكي من إل جي أليكترونيكس يعمل بنظام أندرويد، تم طرحه في الأسواق في مايو 2013.

## الخصائص
- نظام التشغيل: أندرويد
- الكاميرا الأمامية: 2.1 ميجابكسل
- الكاميرا الخلفية: 13.0/8.0 ميجابكسل
- الوزن: 172 غرام
- المعالج: 1.7 جيجا هرتز رباعي النواة
- الذاكرة: 2 جيجابايت
- التخزين: 32 جيجابايت